# Pulvinaria polygonata
Pulvinaria polygonata är en insektsart som beskrevs av Cockerell 1905. Pulvinaria polygonata ingår i släktet Pulvinaria och familjen skålsköldlöss. Inga underarter finns listade i Catalogue of Life.